# Ismael Silva Lima
Ismael Silva Lima (Rio de Janeiro, 1 december 1994) is een Braziliaans voetballer, die uitkomt voor Achmat Grozny. 

## Carrière
Ismael wordt op achttienjarige leeftijd door Kalmar FF gehaald uit Brazilië. De middenvelder speelt tot dat moment in zijn geboorteland voor Crateus Esporte Clube. De Zweedse club heeft Ismael op dat moment al langere tijd op het oog. De Braziliaan werkte op zeventienjarige leeftijd ook al een proefperiode af bij Kalmar FF, waarin hij meetraint met de A-selectie en oefenwedstrijden speelt met het Onder 21-elftal van de club.
Op 13 december 2012 maakt Kalmar FF bekend  dat Ismael een vijfjarig contract heeft getekend bij de club.
Na vijf seizoenen in Zweden gespeeld te hebben, maakt Kalmar FF op dinsdag 9 augustus 2017 bekend dat Ismael wordt verkocht aan het Russische Achmat Grozny.

## Clubstatistieken
| seizoen | club          | land    | competitie   | duels | goals |
| ------- | ------------- | ------- | ------------ | ----- | ----- |
| 2013    | Kalmar FF     | Zweden  | Allsvenskan  | 24    | 3     |
| 2014    | Kalmar FF     | Zweden  | Allsvenskan  | 19    | 0     |
| 2015    | Kalmar FF     | Zweden  | Allsvenskan  | 27    | 1     |
| 2016    | Kalmar FF     | Zweden  | Allsvenskan  | 29    | 2     |
| 2017    | Kalmar FF     | Zweden  | Allsvenskan  | 7     | 0     |
| 2017/18 | Achmat Grozny | Rusland | Premjer-Liga | 0     | 0     |
| Totaal  | Totaal        | Totaal  | Totaal       | 106   | 6     |